# Kostel svatého Petra a Pavla (Radotín)
Kostel svatého Petra a Pavla v Radotíně je farní kostel, který patří do Římskokatolické farnosti ve II. pražském vikariátu. Kostel se nachází v městské části Praha 16 u břehu řeky Berounky na náměstí sv. Petra a Pavla.

## Vzhled kostela
Kostel byl původně postaven v gotickém stylu. V letech 1881–1882 byl nákladně přestavěn do nynější barokní podoby. Byl postaven vedle bývalého kostela, z něhož se později stala kostnice. Z původní stavby se dochoval gotický presbytář a zdivo ze 14. století. V areálu kostela se nachází i bývalý hřbitov, zrušený v roce 1880.
V průčelí kostela je umístěna informace o obnově kostela v roce 1881. Ze stejné doby pochází i znak knížecího rodu Öttingen-Wallersteinů, tehdejších patronů kostela, který je umístěn pod datací obnovy.

## Historie
Dle pamětní knihy Antonína Podlahy se první písemná zmínka o radotínském kostele datuje do roku 1298, kdy svou listinou král Václav II. požádal pražského biskupa Řehoře o postoupení kostelů sv. Havla na Zbraslavi, dále v Radotíně kostela farního a kostela chuchelského klášteru zbraslavskému, kteréžto žádosti biskup vyhověl.
Nejstarším známým duchovním správcem kostela byl Heřman (1347–1378). Husitské války přerušily záznamy o kněžích a další zápis se objevuje až v polovině 16. století s řadou jmen utrakvistických farářů. Od poloviny 17. století patřil kostel Třebotovu a to až do roku 1917. Na konci téhož roku zřídil arcipastýř Pavel Huyn duchovní správu kostela v Radotíně.
Kostel je evidován v Národním památkovém ústavu od roku 1964 a je památkově chráněn již od roku 1958.